# Paramage scutata
Paramage scutata är en ringmaskart som först beskrevs av Moore 1923.  Paramage scutata ingår i släktet Paramage och familjen Ampharetidae. Inga underarter finns listade i Catalogue of Life.